# Българско училище „Никола Вапцаров“ (Грац)
Българското училище „Никола Вапцаров“ е училище на българската общност в град Грац, Австрия. Създадено е през 2011 г. Директор на училището е Десислава Опел. През 2019 г. е открит негов филиал в град Клагенфурт.